# Lawina błotna w El Cambray II
Lawina błotna w El Cambray II – lawina, która 1 października 2015 roku zeszła na wioskę El Cambray w Santa Catarina Pinula, w południowej Gwatemali. W wyniku lawiny zginęło 280 osób, a 70 uznano za zaginionych. Do błotnej lawiny doszło na skutek trwających opadów deszczu. Zniszczeniu uległo ok. 125 domów.